# USS Cooper (DD-695)
O USS Cooper (DD-695) foi um destroyer norte-americano que serviu durante a Segunda Guerra Mundial.
Foi afundado pelo Destroyer japonês Kuwa (Classe Momi) no dia 3 de Dezembro de 1944. De sua tripulação, 191 soldados morreram e 168 foram resgatados com vida.
| USS Cooper (DD-695)Local do naufrágio no Golfo de Leyte, nas Filipinas. |

## Comandantes
| Comandante                | Data                                          |
| ------------------------- | --------------------------------------------- |
| Cdr. John William Schmidt | 27 de Março de 1944 - 21 de Outubro de 1944   |
| Cdr. Mell Andrew Peterson | 21 de Outubro de 1944 - 3 de Dezembro de 1944 |